# Понизовье (Логойский район)
Понизовье (бел. Панізо́ўе) — деревня в Логойском районе Минской области Беларуси. Входит в состав Логойского сельсовета.

## География
Расположена в 8 км на восток от Логойска.
Ближайшие населённые пункты Гостиловичи, Свидно, Рудня и др.

### Гидрография
Река Гайна.

## История
В XVIII веке деревня в составе фольварка Заозерье, собственность виленского капитула, во второй половине владение Тизенгаузенов и Тышкевичей.
Согласно ревизии 1795 года — 16 дворов, 126 жителей.
В 1811 года деревня, 87 ревизских душ мужского пола, собственность графа П. Тышкевича.
В 1813 году на кладбище построена деревянная Свято-Михайловская церковь.
В 1833 году в составе имения Логойск. С 1866 года деревня относилась к Логойскому православному приходу Свято-Николаевской церкви.
С 1908 года в Логойской волости Борисовского уезда Минской губернии.

## Население

### Численность
- 2009 год — 46 жителей

### Динамика
- 1795 год — 126 жителей, 16 дворов
- 1908 год — 238 жителей, 38 дворов[2]
- 1999 год — 83 жителей (перепись населения)
- 2003 год — 87 жителей
- 2009 год — 46 жителей (перепись населения)[2]

## Улицы
- Дорожная
- Заречная
- Руднянская
- Центральная и др.

## Достопримечательность
- Городище периода раннего железного века в урочище Замок на левом берегу реки Гайна, в 1,5 км на юго-запад от д. Понизовье —  Историко-культурная ценность Республики Беларусь, шифр 613В000262.
- Конюшня. Построена из дерева в 1912 году.

### Утраченное наследие
- Свято-Михайловская церковь. Построена в 1813 году. Церковь — памятник народного деревянного зодчества. Находилась на кладбище. Была построена прямоугольным в плане срубом (12,5 х 10,5 х 5,5 сажени). Над его двускатной крышей возвышалась 4-столбовая колокольня, 2 боковых окна освещали молитвенный зал. Была приписана к Свято-Николаевской церкви в Логойске.

## Известные лица
- Рудак, Владимир Андреевич — партизан-разведчик.